# Karl Rudolf Koenig
Karl Rudolph Koenig, né le 26 novembre 1832 à Königsberg (province de Prusse) et mort le 2 octobre 1901 à Paris, est un physicien allemand qui s'est intéressé principalement aux phénomènes acoustiques.
Après avoir étudié dans sa ville natale, il arrive à Paris vers 1852, et devient élève du célèbre luthier Jean Baptiste Vuillaume (1798-1875). Six ans plus tard, il ouvre sa propre affaire. Il est rapidement apprécié pour ses diapasons et ses appareils de mesure acoustique aussi bien auprès des physiciens que des musiciens.
Il a résolu de nombreux problèmes d'acoustique et construit divers instruments de mesure (tonomètre de Scheibler).